# Jean Guichet
Jean Guichet (Marsiglia, 10 agosto 1927) è un pilota automobilistico francese, noto per aver vinto con Nino Vaccarella la 24 Ore di Le Mans nel 1964.

## Biografia

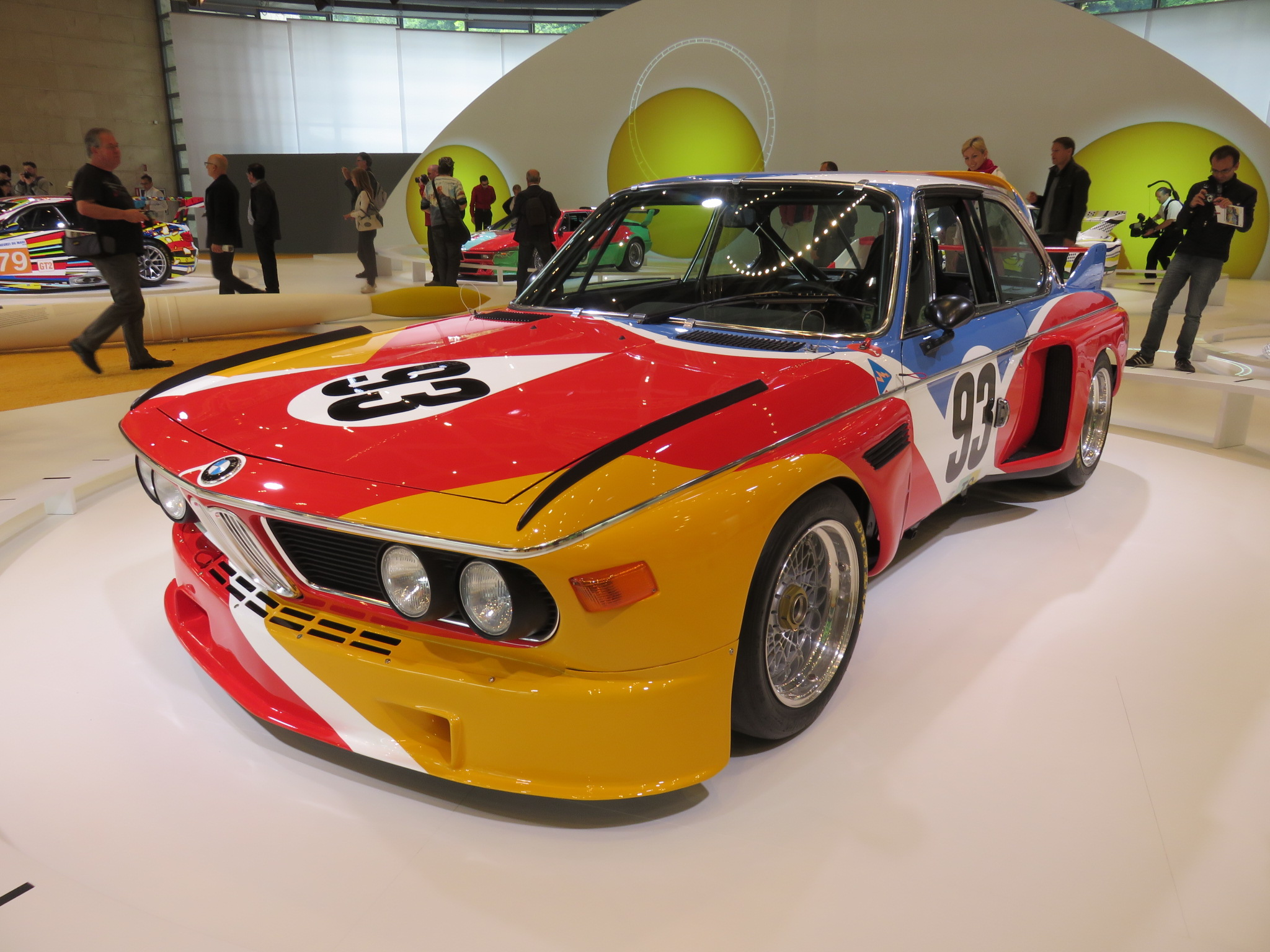
La BMW 3.0 CSL dipinta da Alexander Calder con cui Jean Guichet prese parte alla 24 Ore di Le Mans del 1975

Guichet corse dal 1948 alla fine degli anni '70, partecipando a 1 edizioni della Le Mans tra il 1956 e il 1975. Ha iniziato la sua carriera agonistica come pilota indipendente, ma in seguito fu ingaggiato dalla scuderie Ferrari, Abarth, Ecurie Filipinetti, Maranello Concessionaires e NART.
Guichet è noto per essere stato il primo proprietario della Ferrari 250 GTO, con cui ha corso ottenendo una vittoria del Tour de France del 1963 con il copilota Jose Behra. In seguito la vettura è stata messa in vendita nel 1965 e in seguito ai cambi di proprietà, è stata venduta nel settembre 2013 per 52 milioni di dollari, risultando l'auto più costosa del mondo fino al 2022.

## Palmarès
- 24 Ore di Le Mans del 1964 alla guida di una Ferrari 275 P con Nino Vaccarella
- Tour de France automobile del 1963 alla guida di una Ferrari 250 GTO con Jose Behra
- 1000 km. di Monza del 1965 alla guida di una Ferrari 275 P2 con Mike Parkes